# Garfield Weston Foundation
La Garfield Weston Foundation es una organización benéfica con sede en el Reino Unido que otorga subvenciones. Fue fundada en 1958 por el empresario canadiense W. Garfield Weston (1898-1978), que durante su vida contribuyó a numerosas causas humanitarias, tanto personalmente como a través de sus empresas. Sus obras filantrópicas continúan a través de la Fundación Garfield Weston en Londres y la Fundación W. Garfield Weston en Toronto, Ontario, Canadá.
La Garfield Weston Foundation es una de las mayores fundaciones benéficas del mundo, con activos de 9.700 millones de libras esterlinas al 5 de abril de 2017, de los cuales la mayoría se atribuyó a la participación mayoritaria de la fundación en Wittington Investments Limited.

## Proyectos
La Fundación Garfield Weston concedió a la Universidad de Oxford 25 millones de libras esterlinas para la renovación de la Nueva Biblioteca (construida originalmente en la década de 1930 como parte de la Biblioteca Bodleiana) y que debía abrirse al público en marzo de 2015 como la Biblioteca Weston. En enero de 2015, se anunció que el Piece Hall de Halifax recibiría 250.000 libras esterlinas para ayudar a sufragar los costes de restauración. La fundación ha dado donaciones a varias escuelas, incluyendo la Michael's Primary School y Brackenbury Primary School para nuevas aulas y áreas de juego al aire libre para el deporte, y es patrocinador de Baker Dearing Educational Trust, que promueve los Colegios Técnicos Universitarios.